# Ostéonécrose de la tête fémorale

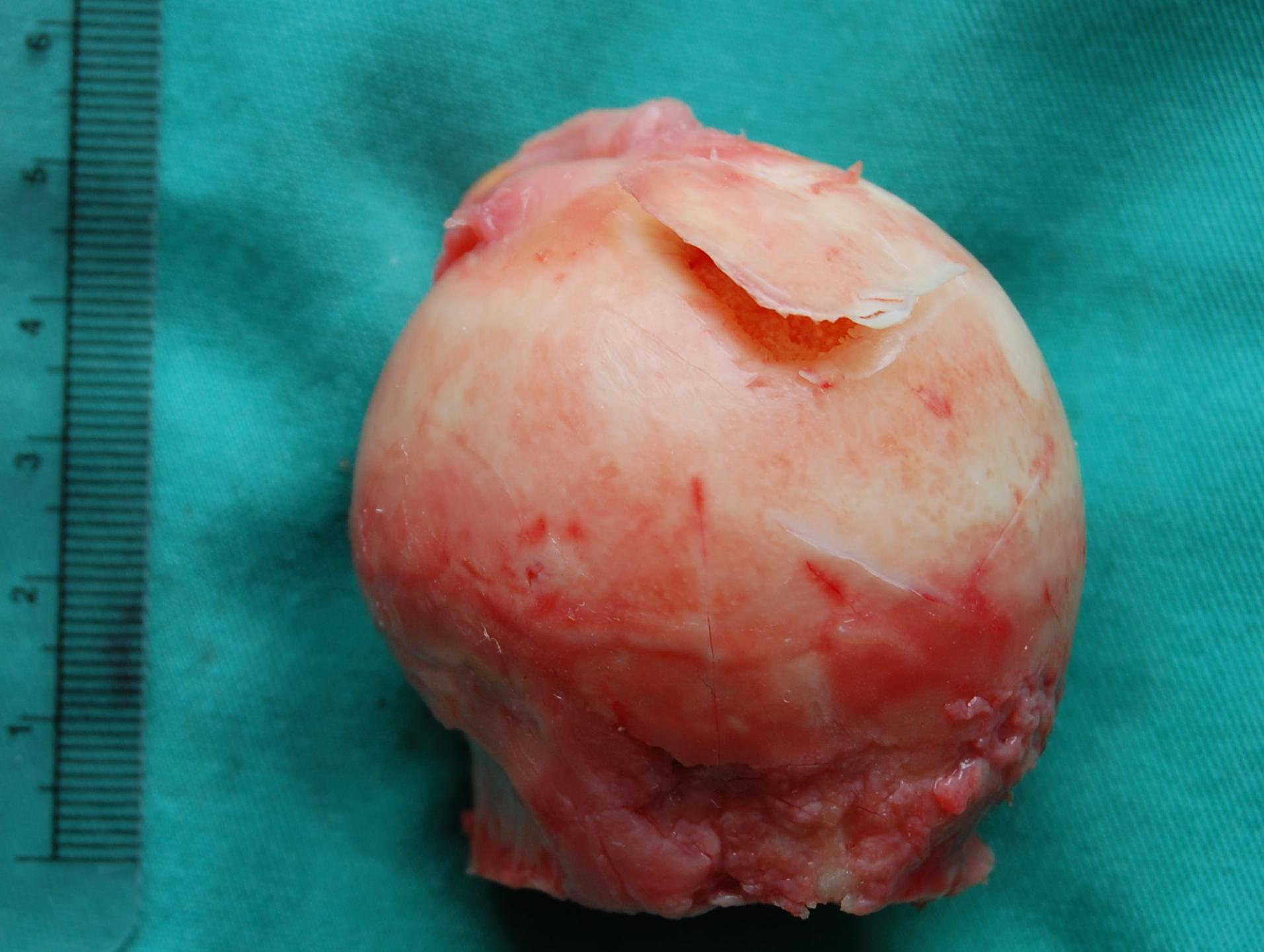
Pièce opératoire obtenue après ablation d'une tête fémorale lors de la pose d'une prothèse totale de hanche pour ostéonécrose aseptique.

L'ostéonécrose de la tête fémorale est une maladie caractérisée par la mort des cellules osseuses (ostéonécrose) de la tête du fémur, due à une altération de la circulation sanguine. Elle est le plus souvent d'origine traumatique. Elle s'exprime par des douleurs de hanche et une boiterie. Il existe des anomalies évocatrices sur les examens radiologiques[Quoi ?]. Elle peut conduire, à un stade avancé, à une fracture de la tête fémorale. Le traitement dépend du stade d'évolution.

## Épidémiologie
Cette maladie peut toucher des patients de tous âges, mais affecte particulièrement les personnes âgées de 30 à 60 ans.

## Causes
L'ostéonécrose de la tête fémorale est provoquée par une interruption plus ou moins complète de la circulation sanguine dans la tête fémorale. Les causes traumatiques sont les plus fréquentes. Il peut s'agir de fracture du col du fémur, de luxation postérieure ou de contusion de la hanche.
L'ostéonécrose peut par ailleurs être retrouvée dans diverses situations, en dehors de traumatismes :
- mutations génétiques causant une hypercoagulabilité ;
- utilisation de corticoïdes (par exemple dans le traitement d'un œdème cérébral, de problèmes respiratoires ou suivant une transplantation) ;
- embolie gazeuse due à un accident de décompression (maladie des caissons) ;
- pathologies systémiques comme la drépanocytose, lupus, maladie de Gaucher
- infection à VIH ;
- autres : alcoolisme (une des premières causes), grossesse, dyslipidémie.

## Symptômes
L'ostéonécrose est une maladie invalidante caractérisée par une boiterie et des douleurs au niveau de l'aine ou de la fesse lors des mouvements de flexion et de rotation interne de la cuisse.

## Diagnostic
Il est radiologique. Il permet la stadification de la maladie suivant les anomalies retrouvées,.
L'IRM ainsi que la scintigraphie osseuse permettent de dépister les atteintes précoces.

## Évolution
L'ostéonécrose se développe progressivement sur quelques mois à plus d'un an. On décrit quatre stades successifs :
1. radiographie normale de la hanche, seule l'IRM permet d'identifier la nécrose ;
2. variation de densité de la trame osseuse visible par radiographie, sphéricité de la tête conservée, douleur de hanche, limitation de la mobilité[réf. nécessaire] ;
3. effondrement de la tête entrainant une perte de la régularité de la surface articulaire (perte de la sphéricité) ;
4. début d'arthrose.

## Traitements
Le traitement de l'ostéonécrose de la hanche dépend de l'avancement de la maladie. Un diagnostic précoce est le point le plus important[pourquoi ?].
Les biphosphonates n'ont pas d'intérêt démontré. Les statines pourraient avoir un effet préventif.

### Stades précoces
Au stades 1 ou 2, c'est-à-dire avant la fracture de la tête fémorale, différents traitements sont possibles :
- repos avec prescription d'antalgiques et d'anti-inflammatoires ;
- mise de l'os en décharge ;
- oxygénothérapie hyperbare;
- forage osseux.

Les traitements physiothérapeutiques, comme l'utilisation de champs électromagnétiques pulsés, pourraient en retarder l'évolution. L'Oxygénothérapie hyperbare peut également entraîner la régression des lésions lorsqu'elles ne sont pas évoluées.

### Stades avancés
Au stades 3 ou 4, c'est-à-dire après la fracture de la tête fémorale, le recours à la chirurgie de la hanche est souvent nécessaire[réf. souhaitée]. Les techniques peuvent inclure :
- revascularisation par le recours à une greffe osseuse[11] ;
- ostéotomie (section de fragments osseux) ;
- pose d'une prothèse totale de hanche (arthroplastie) ;
- resurfaçage de hanche.